# 方尾鯧科
方尾鯧科為輻鰭魚綱鱸形目鯧亞目的其中一個科。

## 分類
本科僅有1個屬，如下：
- 方尾鯧屬（Tetragonurus）
  - 小眼方尾鯧（Tetragonurus cuvieri）
  - 大眼方尾鯧（Tetragonurus atlanticus）
  - 太平洋方尾鯧（Tetragonurus pacificus）